# Jardin Henri-Sauvage
Le jardin Henri-Sauvage, anciennement square Amiraux - Boinod, est un espace vert du 18e arrondissement de Paris.

## Situation et accès
Le site est accessible par la rue Boinod, la rue des Poissonniers et la rue des Amiraux.
Il est desservi par la ligne 4 à la station Simplon.

## Origine du nom
Le jardin rend hommage à l'architecte et décorateur français Henri Sauvage (1873-1932).

## Historique
Il s'appelait jusqu'en 2011 « square Amiraux-Boinod » en raison de la proximité des rues des Amiraux et Boinod.

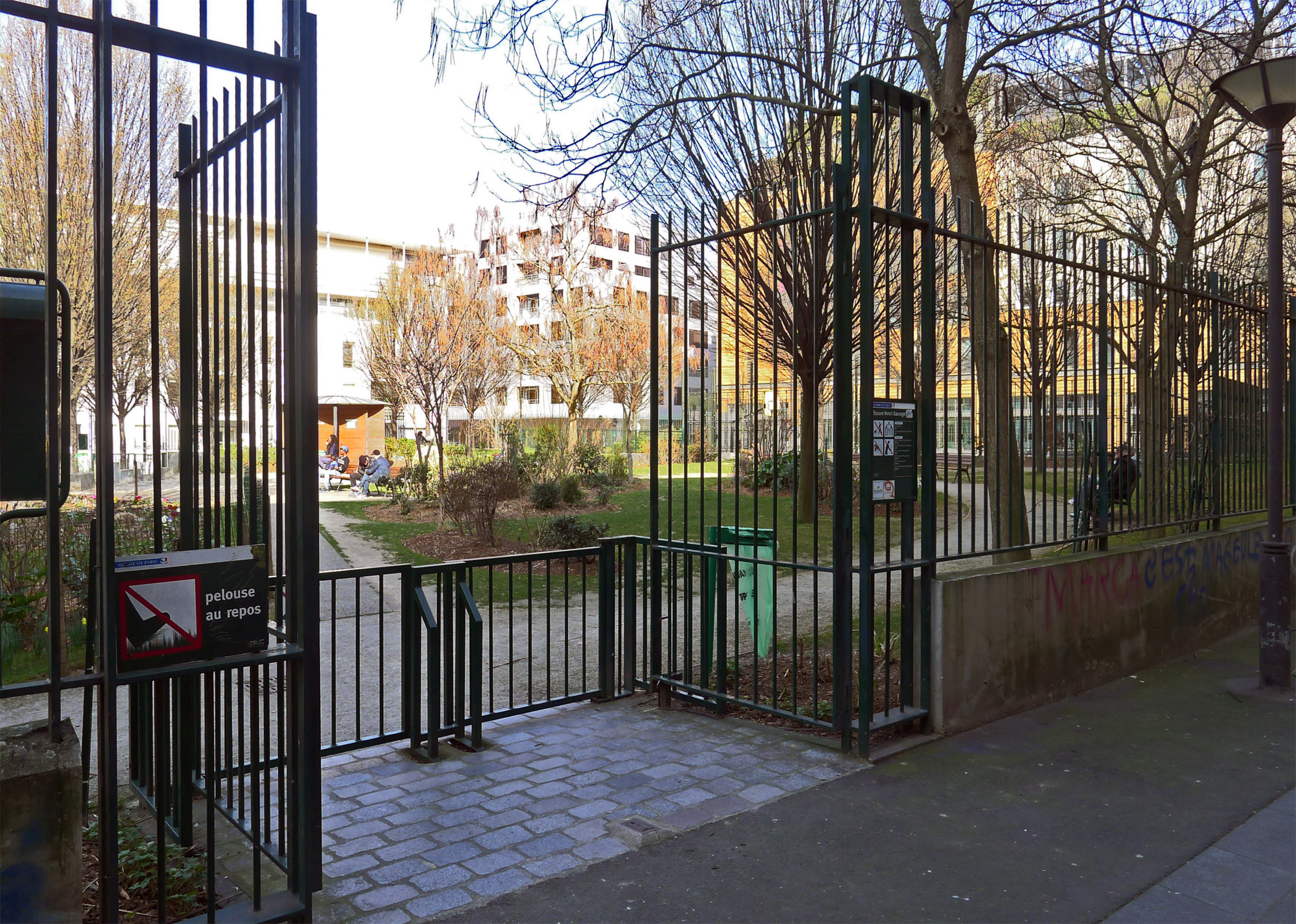
Entrée du square, rue des Poissonniers.
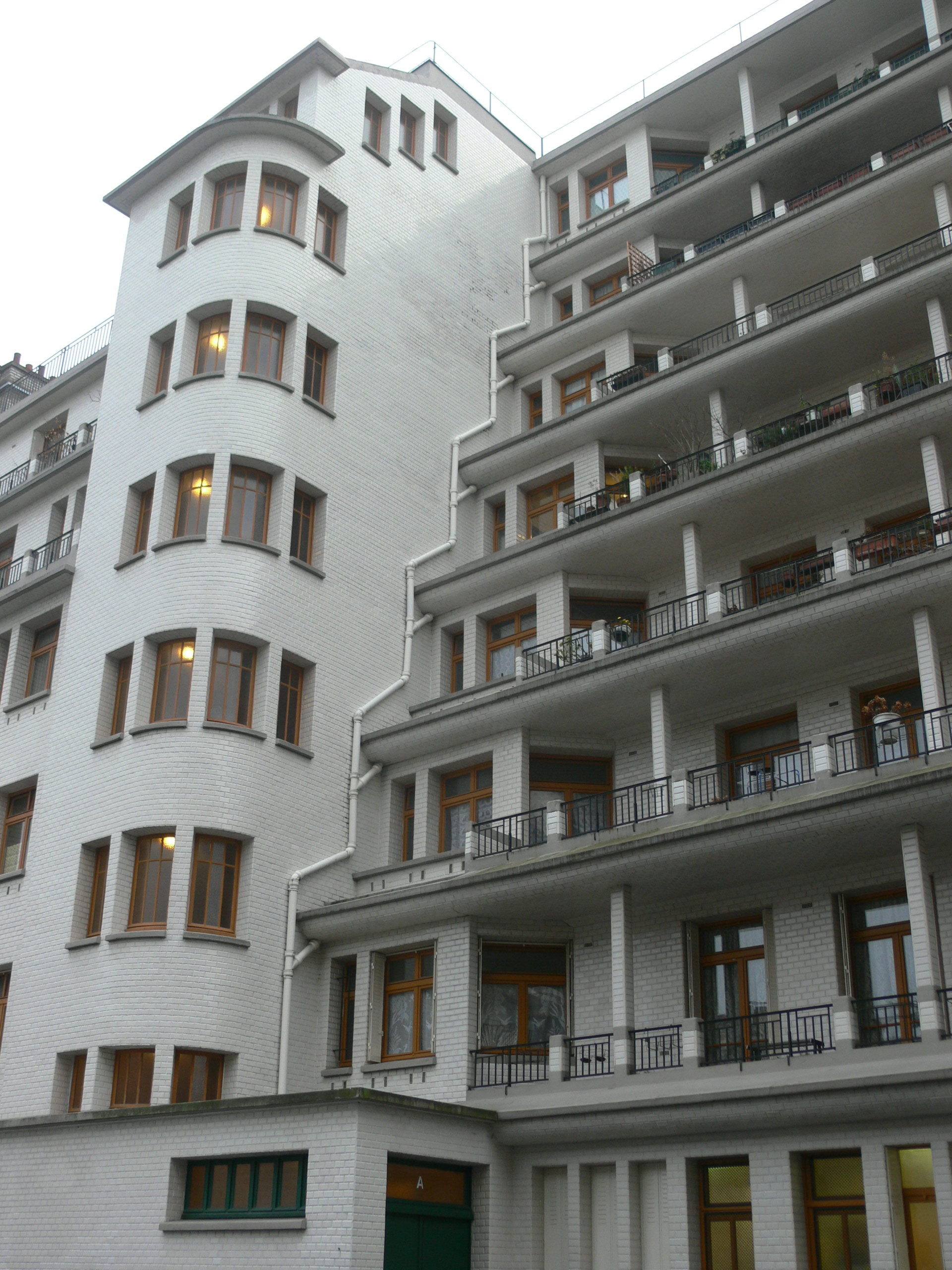
Immeuble de la rue des Amiraux conçu par Henri Sauvage.